# Candra Wijaya
Candra Wijaya (Cirebon, 16 de setembro de 1975) é um jogador de badminton indonésio, campeão olímpico, especialista em duplas.

## Carreira
Candra Wijaya representou seu país nos Jogos Olímpicos de Verão de 2000, conquistando a medalha de ouro, nas duplas em 2000, com a parceria de Tony Gunawan.